# Barbara Anderson (Autorin)
Barbara Anderson (* 14. April 1926 in Hastings, Neuseeland; † 24. März 2013 in Auckland) war eine neuseeländische Schriftstellerin.

## Leben
Barbara Anderson studierte nach dem Schulbesuch an der University of Otago und schloss dieses Studium 1947 mit einem Bachelor of Science (B.Sc.) ab. Im Anschluss war sie als Medizintechnikerin und später als Lehrerin tätig. Nach Beendigung ihrer beruflichen Laufbahn absolvierte sie noch ein weiteres Studium an der Victoria University of Wellington, das sie 1984 mit einem Bachelor of Arts abschloss.
Ihre schriftstellerische Tätigkeit begann sie erst im Alter von fast sechzig Jahren und erreichte dabei über Neuseeland hinaus Bekanntheit. Zu ihren wichtigsten Veröffentlichungen, die von Anita Brookner, Raymond Carver, Margaret Drabble und Bernice Rubens geprägt und diesen ähnlich sind, gehören:
- I Think We Should Go Into the Jungle: Short Stories, Wellington 1989
- Girls' High, Wellington 1990
- Portrait of the Artist’s Wife, Wellington 1992
- All the Nice Girls, Wellington 1993
- The House Guest, Wellington 1995
- Proud Garments, Wellington 1996
- The Peacocks: and Other Stories, Wellington 1997
- Glorious things, and other stories, London 1999
- Long Hot Summer, Wellington 1999
- The Swing Around, Wellington 2001.

Barbara Anderson war verheiratet mit Vizeadmiral Sir Neil Anderson, dem 2010 verstorbenen Kommandeur der New Zealand Defence Force von 1980 bis 1983.